# Jessica Simpson
Jessica Ann Simpson (născută Simpson; 10 iulie 1980) este o cântăreață, actriță și textieră americană. Ea a devenit cunoscută la finele anilor '90 prin intermediul cântecului său de debut intitulat „I Wanna Love You Forever”, care a devenit cel mai cunoscut disc single al său din întreaga-i carieră, fiind până astăzi singurul său hit de top 10 în clasamentul Billboard Hot 100. Materialul său discografic de debut, Sweet Kisses, a fost lansat la sfârșitul anului 1999 în țara sa natală, fiind promovat cu ajutorul altor două extrase pe single lansate pe parcursul anului următor, „When You Are” (un duet cu viitorul său soț Nick Lachey) și „I Think I'm In Love With You”.
Pentru Simpson anul 2001 a început cu o nouă imagine promovată prin intermediul discului Irresistible. Schimbarea însă, i-a provocat carierei sale artistice un declin, albumul primind doar un disc de aur în țara sa natală, spre deosebire de dublul disc de platină obținut de materialul precedent. La nivel mondial, era Irresistible a reprezentat de asemenea un declin, singurul cântec intrat în clasamente fiind piesa principală a albmului. La finele anului 2002 cântăreața s-a căsătorit cu interpretul Nick Lachey, fostul component al formației 98 Degrees, cu care Simpson a susținut o serie de concerte pentru a-și promova albumul Sweet Kisses.
Un an mai târziu, în 2003 Simpson a revenit cu albumul In This Skin, ce avea să devină cel mai mare succes din întreaga sa carieră. Acesta a devenit popular cu ajutorul înregistrării de succes „With You” și a preluării „Take My Breath Away”. Materialul s-a comercializat în peste șapte milioane de exemplare la nivel global, fiind până astăzi cel mai bine vândut disc al interpretei. Simpson a debutat și în lumea cinematografiei în anul 2005 prin intermediul filmului The Dukes of Hazzard. Pentru prestația sa artista a primit un trofeu Teen Choice dar și o serie de nominalizări la Zmeura de Aur. În același an cântăreața a promovat piesa „These Boots are Made for Walkin'”, ce a fost inclusă pe coloana sonoră a peliculei. Înregistrarea s-a bucurat de succes la nivel mondial, fiind cel mai bine clasat single al lui Simpson în țări precum Australia, Germania, Noua Zeelandă sau Regatul Unit.
La finele anului 2005 Simpson a divorțat de Nick Lachey, lansând la scurt timp materialul A Public Affair, ce a primit discul de aur în Statele Unite ale Americii. Cel de-al cincilea album de studio al artistei a marcat o schimbare a direcției muzicale a interpretei, aceasta optând pentru a promova muzică country. Rezultatul a fost discul Do You Know, ce a fost blamat de criticii muzicali și a fost declarat un eșec în materie de vânzări.

## Viața timpurie
Jessica s-a născut pe data de 10 iulie 1980 în Abilene, Texas, părinții săi fiind Tina și Joe Simpson, care au activat ca ministru și psiholog. La o vârstă fragedă, ea a început să cânte în corul bisericii locale. La vârsta de doisprezece ani, Simpson a luat parte la audițiile susținute pentru The Mickey Mouse Club, însă nu a reușit să promoveze. În timp ce a intrat la liceul J.J. Pearce High Scool, Jessica a înregistrat un album de muzică gospel, realizat sub egida Proclaim Records. Ulterior, compania a dat faliment și materialul nu a mai fost promovat sau lansat. Simpson a părăsit liceul la vârsta de șaisprezece ani și a pornit într-un turneu de promovare a muzicii creștine. Jessica a fost abordată de casa de discuri Columbia Records, după ce directorul Tommy Mottola a audiat una dintre înregistrările independente ale sale, obținând la scurt timp un contract de promovare.

## Cariera muzicală

### 1999 – 2000: Cunoașterea notorietății cu materialul «Sweet Kisses»

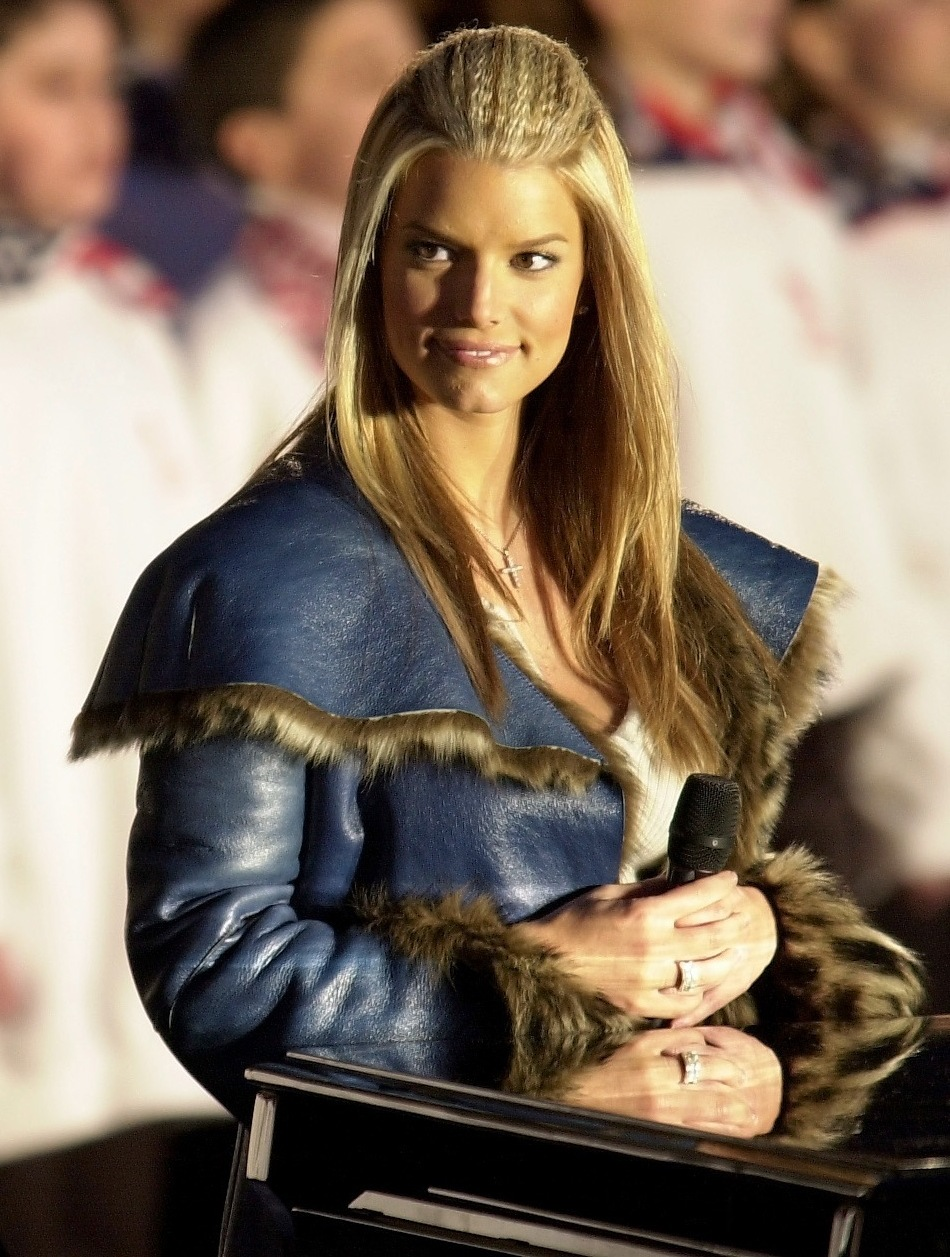
Jessica Simpson la cea de-a 54-a ceremonie dedicată inaugurării prezidențiale din ianuarie 2001

În urma încheierii unui contract de promovare cu casa de discuri Columbia Records, o parte afiliată companiei Sony BMG, Simpson a început promovarea primului său disc single, intitulat „I Wanna Love You Forever”. Cântecul s-a bucurat de un succes major în țara natală a interpretei, ocupând poziția cu numărul trei în clasamentul Billboard Hot 100, fiind până astăzi cel mai bine plasat extras pe single al artistei în această listă întocmită de revista Billboard. La nivel global înregistrarea a obținut clasări similare, urcând în primele zece locuri ale listelor muzicale din țări precum Australia, Belgia, Canada, Regatul Unit sau Suedia.
Piesa a fost inclusă pe materialul discografic de debut al cântăreței, intitulat Sweet Kisses și oferit lanțurilor de magazine spre comercializare începând cu data de 23 noiembrie 1999. Albumul a obținut locul 25 în clasamentul Billboard 200, la nivel mondial înregistrând poziționări similare în cadrul listelor celor mai bine vândute materiale discografice. O prezență notabilă a discului o consideră treapta cu numărul 5, câștigată în Elveția. Albumul a primit dublu disc de platină în Statele Unite ale Americii și un disc de platină în Canada. Pentru a-și promova realizarea, Simpson a participat alături de Ricky Martin și grupul muzical 98 Degrees la o serie de turnee de promovare. În timpul seriei de concerte susținute alături de formație, interpreta a stabilit o relație de prietenie cu unul dintre componenți, Nick Lachey.
De pe album au mai fost extrase două discuri single, doar unul fiind promovat la nivel mondial. Primul dintre acestea, „When You Are” (un duet cu Nick Lachey), a fost lansat doar în America de Nord, obținând modestul loc 62 în clasamentul Bilboard Hot 100. Cântecul a activat și în topurile canadiene, urcând până pe treapta cu numărul 28. Cea de-a treia și ultima piesă promovată de pe Sweet Kisses a fost înregistrarea „I Think I'm In Love With You” ce a câștigat locul 10 în Australia și locul 15 în Regatul Unit al Marii Britanii. În Statele Unite ale Americii acesta a ocupat locul 21.

### 2001 – 2002: Schimbarea de imagine adusă de «Irresistible»

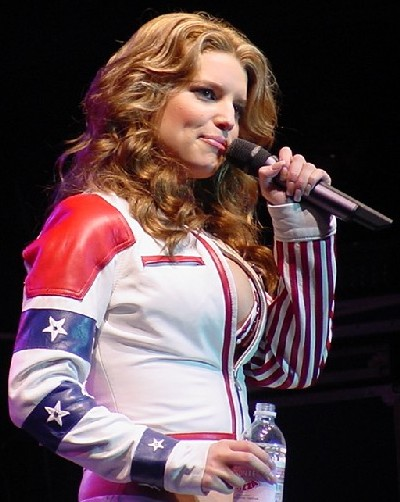
Jessica Simpson în timpul unei interpretări din turneul USO/DoD Celebrity.

În anul 2001 Simpson a adoptat o schimbare de imagine odată cu promovarea celui de-al doilea album al său, intitulat Irresistible. Acesta a fost promovat prin intermediul piesei de titlu care a devenit în scurt timp un hit în Statele Unite ale Americii, urcând până pe locul 15 și devenind cel de-al doilea cântec de top 20 al lui Simpson în lista compilată de revista Billboard. La nivel mondial cântecul a înregistrat clasări notabile în Canada, Irlanda, Regatul Unit sau Suedia. În Germania cântecul a debutat pe locul 97 și a urcat până pe treapta cu numărul 33. Videoclipul cântecului a fost regizat de Simon Brand, fiind comparat cu cel realizat de Mariah Carey pentru șlagărul său „Honey”. Pentru a facilita urcarea în clasamente s-a realizat și un remix în colaborare cu Lil Bow Wow și acesta beneficiind de un videoclip.
Albumul a debutat pe locul 6 în Billboard 200, vânzările din prima lună fiind de aproximativ 300.000 de exemplare. Materialul a primit discul de aur în Statele Unite ale Americii, comercializându-se în peste 755.000 de copii. La nivel internațional discul a înregistrat clasări și vânzări mediocre, primind un disc de aur în Canada. De pe Irresistible a mai fost promovat un singur extras pe single, un compact disc fiind lansat în Australia, Austria, Regatul Unit și Statele Unite ale Americii. „A Little Bit” a beneficiat de un videoclip regizat de Hype Williams și de o campanie de promovare însă nu a înregistrat clasări notabile.
La data de 2 iulie 2002 interpreta a lansat și un album de remixuri intitulat This Is The Remix, acesta obținând locul 18 în lista americană Billboard Top Electronic Albums. La finele aceluiași an cântăreața s-a căsătorit cu fostul component al formației 98 Degrees, Nick Lachey, cu care Simpson a susținut o serie de concerte pentru a-și promova albumul Sweet Kisses. De asemenea, cei doi au realizat un reality show intitulat Newlyweds: Nick and Jessica. Acesta i-a sporit popularitatea artistei și i-a asigurat succesul viitorului său album.

### 2003 – 2005: «In This Skin» și succesul său
La 22 iulie 2003 artista a lansat un nou disc single intitulat „Sweetest Sin”. Acesta a obținut doar locul 24 în Billboard Bubbling Under Hot 100, echivalentul poziției cu numărul 124 în clasamentul general. În ciuda eșecului întâmpinat de primul extras pe single, albumul In This Skin a debutat pe locul 10 în lista celor mai bine vândute albume din Statele Unite ale Americii, lucru datorat celor peste 64.000 de exemplare vândute și succesului înregistrat de serialul Newlyweds: Nick and Jessica. Discul a fost catalogat drept „un efort matur” de către Allmusic, fiind considerat o evoluție a artistei. Cel de-al doilea extras pe single, „With You” a urcat pe locul 14 în Billboard Hot 100 și a devenit un nou succes la nivel global. Grație cântecului albumul a fost relansat într-o ediție de colecție ce a urcat până pe locul 2 în Billboard 200.

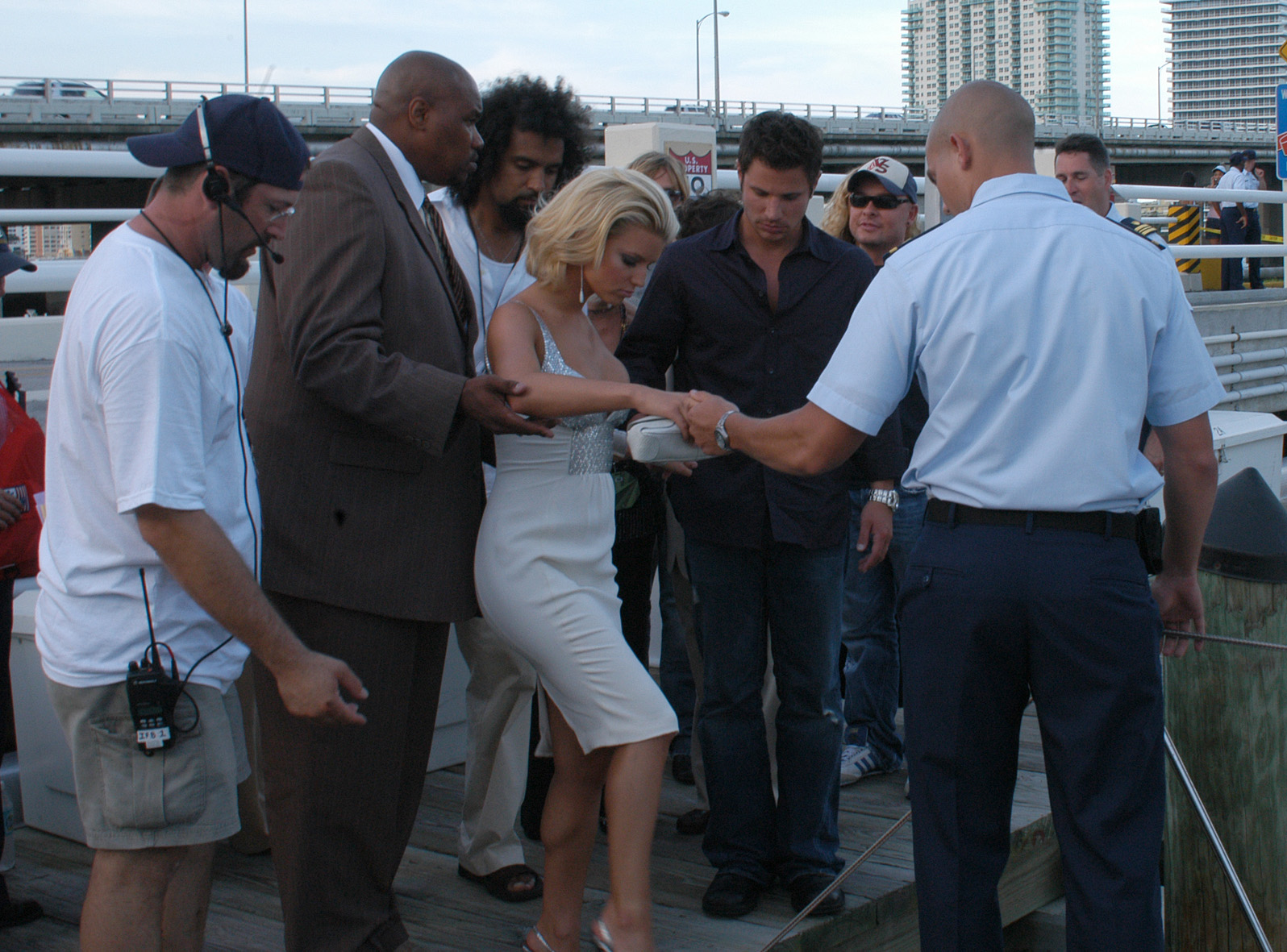
Jessica Simpson alături de Nick Lachey la gala premiilor MTV Video Music Awards 2004.

În anul 2001 In This Skin a primit discul de aur în Canada, discul de platină în Australia (fiind până astăzi singurul material discografic al artistei ce obține o certificare în această regiune) și triplu disc de platină în țara natală a artistei, S.U.A.. Materialul s-a comercializat în peste șapte milioane de exemplare la nivel global, fiind până astăzi cel mai bine vândut disc al interpretei. De pe album au mai fost extrase alte două piese, ambele fiind preluări. Prima dintre acestea, „Take My Breath Away” a obținut locul 10 în Canada și a primit discul de aur în Australia pentru peste 35.000 de exemplare vândute. Aceeași certificare a fost câștigată în S.U.A. în urma celor peste o jumătate de milion de copii comercializate. Ultima înregistrare promovată a fost preluarea după hitul artistului britanic Robbie Williams, „Angels”. Versiunea interpretată de Jessica Simpson a urcat până pe treapta cu numărul 27 în Australia. La finele anului 2004 cântăreața a lansat un album de colinde și cântece specifice Crăciunului, intitulat Rejoyce: The Christmas Album. Acesta a primit un disc de aur în S.U.A. pentru vânzări de peste 500.000 de exemplare. Materialul a fost lansat și în Asia, ediții speciale fiind lansate în țări precum Japonia sau Taiwan.
Un an mai târziu, în 2005 cântăreața a promovat piesa „These Boots are Made for Walkin'”, ce a fost inclusă pe coloana sonoră a filmului The Dukes of Hazzard, peliculă unde artista deține un rol important. Cu toate că interpretarea lui Simpson în film a fost aspru criticată, câștigând și o serie de nominalizări la Zmeura de Aur, înregistrarea s-a bucurat de succes la nivel mondial, fiind cel mai bine clasat single al lui Simpson în țări precum Australia, Austria, Germania, Noua Zeelandă sau Regatul Unit, în cea de-a doua regiune acesta fiind primul hit de top 20 al artistei, în timp ce în Noua Zeelandă piesa constituie singura intrare în primele zece locuri ale clasamentului național. În țara natală a interpretei „These Boots are Made for Walkin'” a urcat până pe locul 1 în lista celor mai bine vândute descărcări digitale. Videoclipul a devenit cunoscut la nivel mondial datorită imaginii provocatoare adoptate de Jessica Simpson, aceasta fiind blamată și ridiculizată, scenele fiind parodiate de grupul umoristic de origine americană Mad TV. Difuzarea materialul a fost interzisă în majoritatea Americii de Nord, Orientului Mijlociu, dar și în țări precum India și Venezuela. În aceeași perioadă au apărut informații conform cărora interpreta și Nick Lachey își vor încheia mariajul.

### 2006 – 2007: Declinul profesional

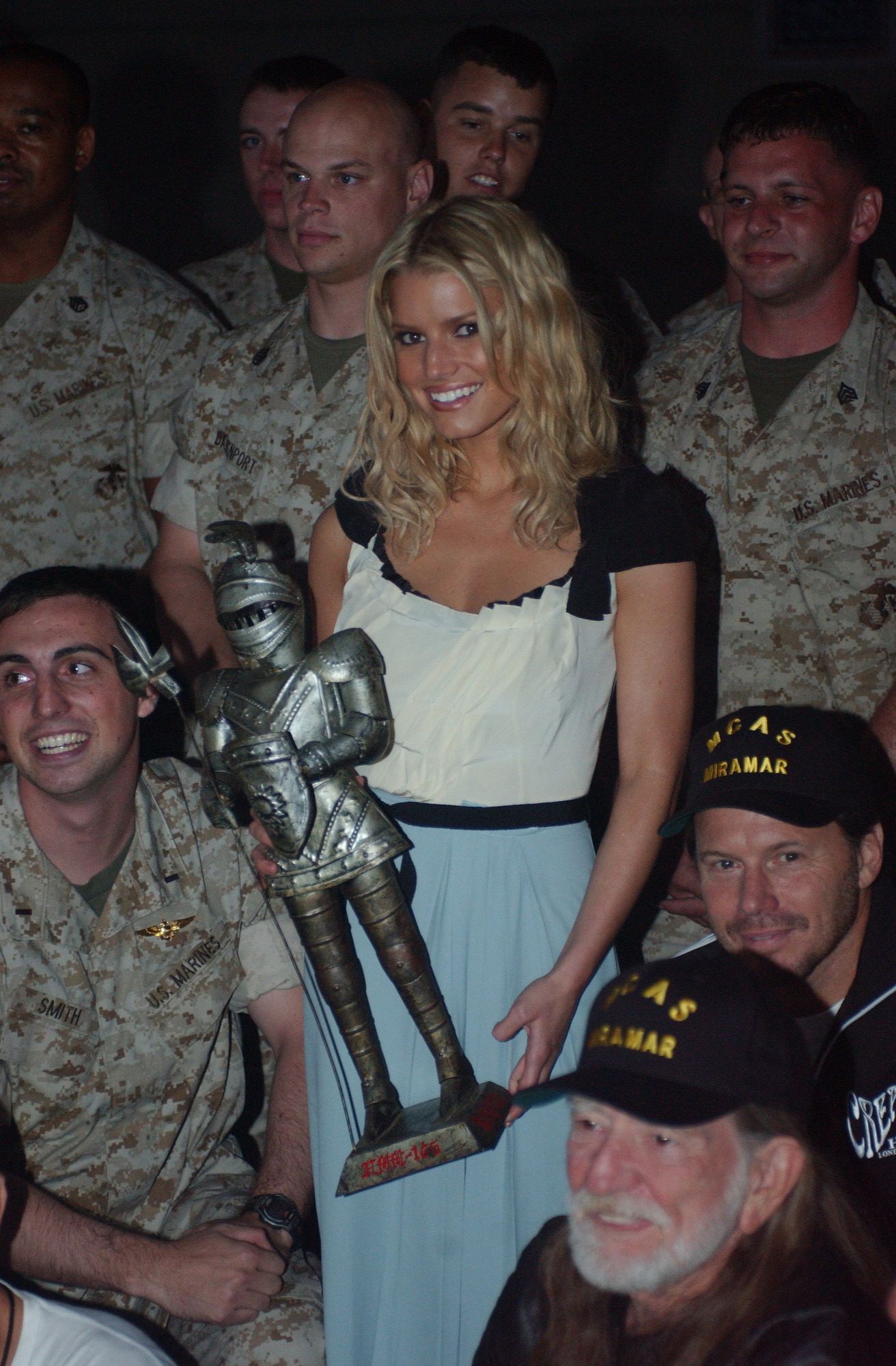
Jessica Simpson în 2005

Odată cu încheierea divorțului de Nick Lachey, artista a început înregistrările pentru cel de-al patrulea material discografic de studio, schimbând casele de discuri și promovând albumul sub egida Epic Records. Primul cântec lansat după această schimbare, „A Public Affair” a devenit în scurt timp popular datorită videoclipului său ce îi include ca invitați speciali pe Eva Longoria, Christina Applegate, Christina Milian, Maria Menounos, Andy Dick și Ryan Seacrest. Înregistrarea a urcat până pe locul 14 în Billboard Hot 100 și până pe treapta cu numărul 6 în clasamentul Billboard Hot Digital Songs. De asemenea, a devenit prima clasare pe locul 1 a lui Simpson în topul Billboard Hot Dance Cub Play. La nivel mondial „A Public Affair” a urcat până pe locul 9 în Irlanda și a obținut clasări notabile în Australia, Canada, Regatul Unit sau Suedia.

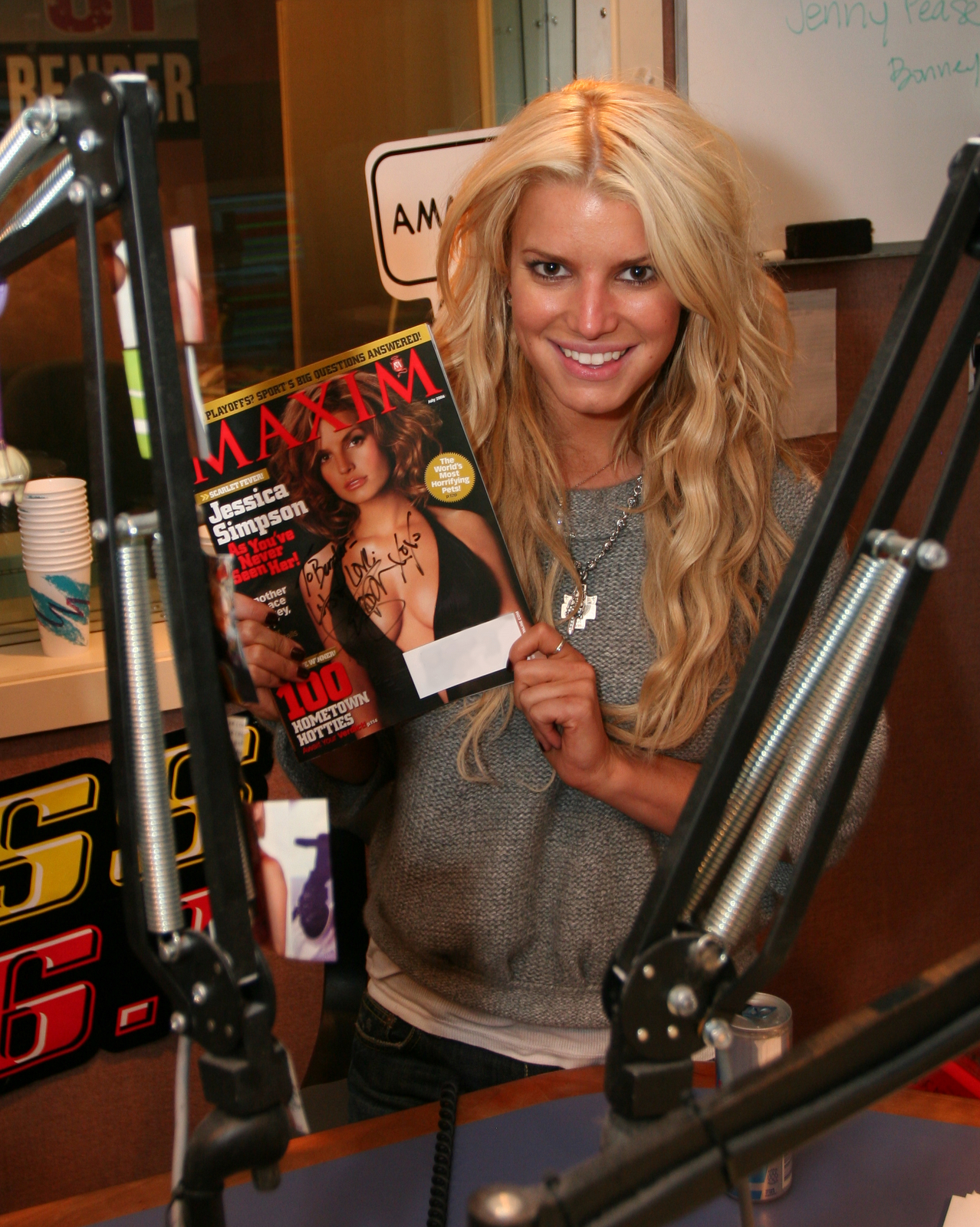
Jessica Simpson în studioul postului de radio KISS 106.1 în anul 2006.

Cântecul a fost inclus pe materialul discografic cu același nume. Albumul a primit atât aprecieri cât și recenzii nefavorabile. Cu toate acesta, discul a debutat pe locul 5 în Billboard 200, datorită celor peste 100.000 de exemplare vândute într-o singură săptămână. La nivel mondial materialul a înregistrat clasări mediocre, vânzările sale nedepășind cifra de un milion de copii, fiind declarat un eșec comercial. Pe disc a mai fost inclus și șlagărul „These Boots are Made for Walkin'” sub titulatura de cântec bonus în unele regiuni.
Cel de-al doilea extras pe single de pe A Public Affair a fost înregistrearea „I Belong To Me”, ce a beneficiat de un videoclip și de o campanie de promovare adiacentă. Piesa a fost desemnată următorul single al albumului în urma unui concurs găzduit de website-ul oficial al artistei. În ciuda votului de încredere acordat de fani, „I Belong To Me” a obținut doar locul 110 în clasamentul principal din Statele Unite ale Americii și treapta cu numărul 90 în Billboard Pop 100. Cântecul nu a fost lansat și la nivel mondial, acesta fiind și ultima înregistrare promovată de pe material. Ulterior, Simpson a lansat piesa „You Spin Me Round (Like a Record) sub titulatura de single promoțional, urcând până pe poziția 95 în Billboard Pop 100.

### 2008 – 2009: Schimbarea direcției muzicale

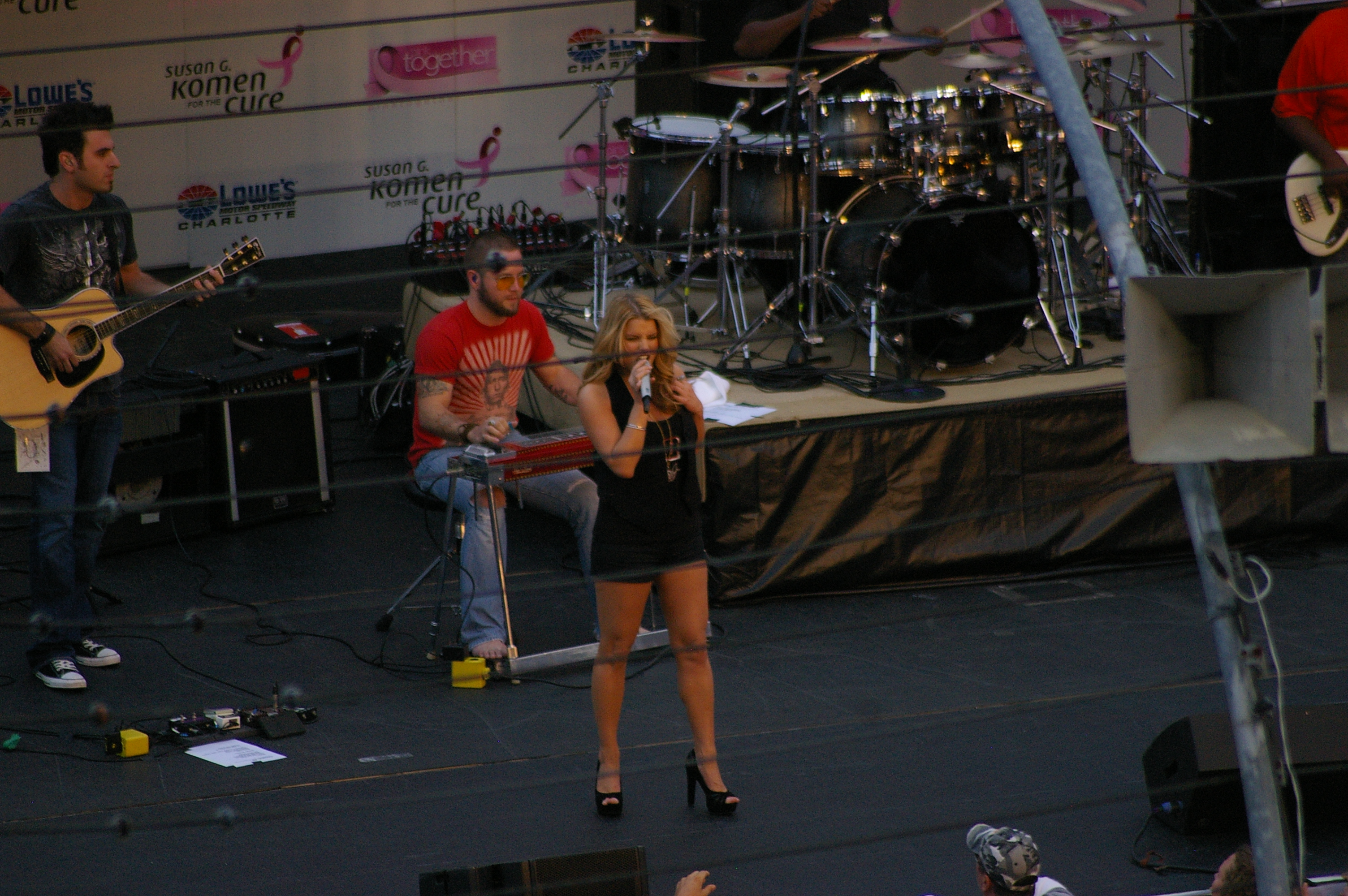
Jessica Simpson în timpul unui concert susținut în anul 2008.

În luna septembrie a anului 2007, tatăl lui Simpson, care este și impresarul său, a declarat pentru revista People faptul că artista dorește să înregistreze un album care să conțină în totalitate piese country. Acesta a declarat faptul că artista „dorește să se întoarcă la originile sale, respectiv, în Texas”. La mai puțin de un an de la aceste dezvăluiri pe internet a apărut primul extras pe single de pe viitorul material discografic. „Come on Over” a devenit în scurt timp un cântec popular, posturile de radio ce promovează muzica country începând să îl difuzeze. Înregistrarea a debutat pe locul 41 în Billboard Hot Country Songs, devenind cea mai înaltă intrare în clasament pentru o piesă de debut în lumea muzicii country. Astfel Simpson a depășit recordul deținut de Miranda Lambert (cu piesa „Me and Charlie Talking”) și Brad Cotter (cu piesa „I Meant To”), ambii artiști debutând pe locul 42 în lista compilată de Billboard. Cântecul a beneficiat și de un videoclip, a cărui premieră a avut loc în luna iulie a anului 2008. În ciuda startului promițător, înregistrarea a urcat doar până pe locul 18 în Billboard Hot Country Songs și a obținut poziția cu numărul 65 în Billboard Hot 100.
Albumul pe care a fost inclus „Come on Over”, a fost intitulat Do You Know și lansat pe data de 9 septembrie 2008 în Statele Unite ale Americii. Materialul a debutat pe locul 1 în Billboard Top Country Albums și pe locul 4 în clasamentul general, datorită celor peste 65.000 de exemplare comercializate într-o singură săptămână. Asemeni predecesorului său, Do You Know a fost blamat unele publicații, Dallas Morning News afirmând: „Cât de mult ar trebui să așteptăm de la CD-ul de debut în muzica country al Jessicăi Simpson? Dacă răspunsul este nu foarte mult, atunci nu veți fi dezamăgiți”.
Cel de-al doilea extras pe single al materialului, „Remember That”, a fost trimis posturilor de radio ce promovează muzica country pe data de 29 septembrie 2008. Cântecul a urcat până pe locul 42 în clasamentul Billboard Hot Country Songs, însă a coborât repede din lista muzicală, la finele anului, nefiind regăsit în primele cincizeci de trepte ale topului. Un ultim single, „Pray Out Loud”, nu a intrat în niciun clasament american. Pe data de 7 aprilie 2009 Simpson a confirmat faptul că ea și casa de discuri Columbia Nashville și-au încheiat colaborarea. Materialul s-a comercializat în mai puțin de 175.000 de exemplare pe teritoriul Statelor Unite ale Americii.

### 2010 – prezent: Compilație și al optulea album
Inițial, Simpson dorea să-și încheie contractul cu Epic Records lansând un nou album de studio. În schimb, cântăreața a lansat o compilație de tip greatest hits, Playlist: The Very Best of Jessica Simpson, care a fost lansată la 12 octombrie 2010. Al doilea album de sărbători, intitulat Happy Christmas a fost lansat în noiembrie 2010 prin intermediul caselor de discuri eleveneleven și Primary Wave.
Revine după o pauză de cinci ani din cariera muzicală, semnând un contract cu Primary Wave Music în martie 2015, când a anunțat că lucrează la cel de-al optulea album de studio. În martie 2016 a colaborat cu Linda Perry la înregistrarea unei piese. Jessica Simpson a interpretat câteva piese de pe acest album la emisiunea Today din 26 august 2016.

## Cariera în cinematografie și televiziune

### 2002 – 2004: «Newlyweds»

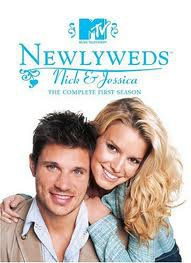
Jessica alături de fotul ei soț, Nick Lachey, pe afișul serialului „Newlyweds”

În vara anului 2003, serialul Newlyweds: Nick and Jessica, ce îi avea în rolurile principale pe Simpson și fostul său soț, Nick Lachey a început să fie difuzat de postul de televiziune MTV. Premiera a fost planificată în așa fel încât să coincidă cu lansarea materialului In This Skin. Serialul a devenit în scurt timp un fenomen, artista declarând următoarele: „Nu am crezut niciodată că realizarea spectacolului îmi va oferi un piedestal pe care să pășesc”.
Cuplul a apărut și în emisiunea specială The Nick and Jessica Variety Hour, care a fost difuzată în cursul anului 2004 și a fost comparată cu The Sony & Cher Show. Un an mai târziu, Newlyweds a câștigat un premiu People’s Choise Award, la categoria „Spectacolul favorit”, înainte de a fi încheiat.

### 2005 – 2009: Debutul în industria filmului
În vara anului 2005, Simpson și-a făcut debutul în lumea cinematografiei prin intermediul peliculei The Dukes of Hazzard, unde a interpretat rolul lui Daisy Duke. Filmul a debutat pe locul 1 în Box Office-ul american, datorită celor peste 30,7 milioane de dolari americani proveniți din încasări. În total, producția a strâns peste 110 milione de dolari la nivel mondial, deși marea majoritate a încasărilor au fost înregistrate în S.U.A.. Prestația artistei a fost blamată, primind și o nominalizare la Zmeura de Aur, la categoria „Cea mai slabă actriță într-un rol secundar”.
Cel de-al doilea film în care a fost distribuită Simpson, Employee of the Month, a debutat pe locul 4 în Statele Unite ale Americii, datorită celor peste 11.8 milioane de dolari americani ce au provenit din încasări. Cu un buget total de peste 12 milioane de dolari, pelicula a strâns un total de 38.368.909 de dolari la nivel mondial. De asemenea, și pentru interpretarea din acest film, cântăreața a primit critici și o nominalizare la Zmeura de Aur.
Blonde Ambition a fost lansat în anul 2007, însă nu s-a bucurat de succes în țara natală a artistei, cele mai bune încasări fiind înregistrate în Rusia și Ucraina, în ultima regiune debutând pe locul 1, mulțumită celor 253.008 dolari încasați în prima săptămână. În 2008 Simpson a avut o scurtă apariție în pelicula The Love Guru, iar un an mai târziu a luat parte la filmările producției Major Movie Star (ulterior redenumit în Private Valentine: Blonde and Dangerous).

### 2009 – prezent: Întoarcerea la emisiuni televizate
În vara anului 2009 artista a început proiectul The Price of Beauty (în limba română: „Prețul frumuseții”). Emisiunea a fost difuzată în cursul anului 2010 pe postul de televiziune VH1. În cadrul emisiunii, Simpson a călătorit în mai multe țări, prezentând telespectatorilor felul în care este percepută frumusețea în diferite culturi. Primul episod a fost vizionat de peste un milion de telespectatori.
Începând cu luna iulie 2011, Simpson a participat ca mentor in emisiunea de tip reality show Fashion Star, difuzată de NBC, alături de Nicole Richie. Seria s-a încheiat pe 10 mai 2013.

## Alte proiecte
Simpson a lansat în colaborare cu stilistul Ken Pavés o linie de produse pentru păr găzduită de compania Home Shopping Network. De asemenea, artista a promovat o colecție proprie de poșete, pantofi și cizme. O altă încercare a interpretei a fost și lasarea liniei de lenjerie intimă „Jessica Simpson's Intimates”, care a apărut în primăvara anului 2009.
Cântăreața a beneficiat și de o serie de contracte de publicitate, notabile fiind cele cu Pizza Hut, Proactiv Solution și Ice Breakers. Reclama pentru ultima companie a fost realizată în colaborare cu sora ei, Ashley Simpson. Cele mai multe spoturi publicitare au fost realizate de către artistă pentru Pizza Hut.
În timpul primei sarcini, care a avut loc în 2012, Simpson a semnat un contract de sponsorizare în valoare de 4 milioane de dolari cu Weight Watchers, în care s-a stipulat ca artista să urmeze dieta Weight Watchers după naștere, pentru a pierde din greutate. Prima reclamă în care Jessica a promovat produsele companiei a fost difuzată în septembrie 2012. În același timp, Simpson a lansat o linie de haine dedicată mamelor. În decembrie 2012, Simpson a confirmat faptul că a rămas din nou însărcinată, Weight Watchers fiind de acorda ca ea să-și întrerupă dieta în timpul sarcinii.
În august 2015, Simpson a fost prezentatoare a canalului de televiziune HSN, alături de mama sa, Tina, promovându o pereche de jeanși din marca proprie „Kiss Me”.

## Genuri muzicale adoptate
Genurile muzicale adoptate de Jessica Simpson variază de la muzica pop la muzica rhythm and blues sau muzică country, tema cea mai des utilizată în compozițiile artistei fiind dragostea, aceasta dominând primul său compact disc. Stephen Thomas Erlewine, de la allmusic, consideră că materialul Sweet Kisses este un album ce o prezintă pe artistă ca echivalentul lui Celine Dion din rândul adolescenților. Același critic susține faptul că „inima albumului său sunt baladele precum hitul «I Wanna Love You Forever», care îi oferă șansa să își expună bogăția vocii sale”. Discul conține și un număr restrâns de cântece cu influențe R&B precum „Final Heartbreak”, „I've Got My Eyes on You” sau colaborarea cu Destiny's Child, „Woman in Me”. Cel de-al doilea album al artistei a adus atât o schimbare de imagine cât și una de atitudine și stil muzical. Discul Irresistible conține doar o serie de balade comparabile cu cele de pe Sweet Kisses, însă spre deosebire de predecesorul său se axează pe cântece cu tempo ridicat ce posedă influențe dance. De asemenea, unele piese de pe material au fost create în așa fel încât să încorporeze și ritmurile muzicii R&B și pe alocuri cele funk.
A Public Affair, conține cântece inspirate din repertoriul unor interprete cunoscute, precum Janet Jackson sau Madonna. Primul single al discului, „A Public Affair”, a fost comparat cu celebrul „Holiday” al Madonnei, de către Allmusic, Rolling Stone, Slant Magazine sau UK Mix, în timp ce „If You Were Mine” este comparat cu un classic al lui Janet Jackson, „When I Think of You”. Percepția asupra acestor asemănări între piesele lui Simpson și cele ale artistelor menționate a fost împărțită. Allmusic apreciază într-un mod pozitiv aceste similitudini, în timp ce Rolling Stone consideră înregistrările artistei doar niște cântece fără valoare.
Intrarea lui Simpson pe teritoriul muzicii country a fost intens discutată în țara natală a artistei, Statele Unite ale Americii, stârnind interesul criticilor muzicali. Încercarea cântăreței de a promova un material country a fost împărtășită în diverse moduri, recenziile albumului Do You Know fiind preponderant negative. Allmusic a oferit discului doar două puncte dintr-un total de cinci, această notă fiind cea mai slabă înregistrată de un album al artistei. Entertainment Weekly susține faptul că „deși colaborarea cu frecventa textieră a lui Carrie Underwood, Hillary Lindsey pentru cinci cântece a fost o mișcare inteligentă, avem deja o Carrie Underwood, scumpo, și probabil ea a refuzat aceste cântece”. Howard Cohen, de la Miami Herald, ajunge la concluzia că Simpson nu a reușit să înregistreze un album de muzică country interesant, dar în schimb a realizat unul greu de distins și ușor de uitat.

## Imaginea
Odată cu lansarea șlagărului „I Wanna Love You Forever”, Simpson a intrat în atenția presei din întreaga lume, fiindu-i atribuit statutul de „prințesă pop”.
La începutul carierei artistice, Jessica a adoptat o imagine conservatoare, ce se potrivea cu înregistrările promovate. Aspectul interpretei s-a schimbat odată cu albumul Irresistible, cântăreața pozând în ipostaze ușor provocatoare. Simpson nu a fost mulțumită de această nouă imagine, însă datorită faptului că era nevoie de acest tip de apariție datorită conceptului materialului, aceasta s-a conformat. Un rol important în consolidarea carierei sale și a imaginii sale l-a constituit serialul Newleyweds: Nick and Jessica. Acesta a sporit popularitatea artistei și a ajutat la creșterea vânzărilor albumului promovat în acea perioadă, In This Skin.
Anul 2005 a adus în viața lui Simpson o serie de controverse iscate pe tema videoclipului său „These Boots Are Made for Walkin'”. Imaginea abordată de artistă a fost aspru criticată de un grup de creștini ce s-au identificat sub titulatura de „The Resistance”, întrucât materialul prezintă scene cu caracter sexual. Artista a declarat ulterior faptul că se aștepta la o asemenea reacție din partea unei părți a publicului. Videoclipul piesei a devenit și tema unor parodii, cântăreața americană P!nk, ridiculizând-o pe Simpson în repetate rânduri, în special în videoclipul înregistrării sale „Stupid Girls”.

### Filantropie
În aprilie 2004, Simpson a cântat în cadrul concertului caritabil Divas Live 2004 alături de Ashanti, Cyndi Lauper, Gladys Knight, Joss Stone și Patti LaBelle, pentru sprijinirea fundației Save the Music. În mai 2004, Simpson a ținut un concert caritabil pentru Fundația Skin Care. În martie 2007, artista a donat o furgonetă Chrysler orfelinatului mexican Elim din Nuevo Laredo. Simpson câștigase inițial o mașină sport Chrysler Crossfire la Premiile MTV Video Music 2006, dar a schimbat mașina de lux de 50.000 $ cu o furgonetă pentru a o dona orfelinatului. Simpson este ambasadoare a organizației Soles4Souls, participând la autografierea mai multor perechi de încălțăminte în vederea strângerii de fonduri pentru comunități defavorizate din Statele Unite. Este și ambasador al organizației mondiale Operation Smile.  Jessica Simpson sprijină fundațiile AetherA și Skin Cancer. Jessica Simpson lucrează cu Fundația Make A Wish pentru a duce la „îndeplinirea viselor” copiilor cu boli grave.

## Controverse

Jessica Simpson într-un cadrul al videoclipului „These Boots Are Made for Walkin'”. Artista a fost criticată pentru imaginile cu caracter sexual, materialul nefiind difuzat într-o serie de țări.

În afara scandalului care s-a petrecut cu videoclipul pentru piesa „These Boots Are Made for Walkin'”, artista a mai fost implicată într-o serie de controverse.
În anul 2004, Simpson și-a declarat sprijinul față de George W. Bush, candidatul la președinția Statelor Unite ale Americii pentru alegerile din același an. Ulterior, prin anularea participării sale la un eveniment susținut de Partidul Republican din S.U.A., ce avea ca scop o strângere de fonduri, a fost insinuată ideea conform căreia interpreta nu îl simpatiza pe respectivul candidat. Ulterior, tatăl și managerul Jessicăi a declarat faptul că deși „sunt mari suporteri ai președintelui”, care i-a invitat la manifestație, celor doi li s-a părut nepotrivit să se afișeze la o strângere de fonduri cu caracter politic.
Patru ani mai târziu, cântăreața a fost surprinsă în public alături de prietenul său, sportivul Tony Romo, purtând un tricou pe care era scrisă remarca „Real Girls Eat Meat” (în limba română: „Fetele adevărate mănâncă carne”). Sintagma a fost percepută ca un atac la adresa fostei iubite a lui Romo, interpreta de muzică country Carrie Underwood, care este vegetariană. Tricoul a stârnit indignarea Asociației pentru Protecția Animalelor, care i-a răspuns lui Simpson printr-un material publicat în presă: „Vestimentația afișată de Jessica Simpson ne face recunoscători pentru faptul că nimeni nu privește în direcția ei pentru a primi sfaturi despre mâncare”. De asemenea, actrița Pamela Anderson, purtător de cuvânt și militant al organizației, a blamat-o pe Simpson, în exprimare folosind o serie de cuvinte cu conținut vulgar.
Pe data de 19 iulie 2008, artista a fost prezentă la festivalul Country Thunder ce a avut loc în orașul Wisconsin. Interpretarea cântăreței a fost primită într-un mod ostil de public și a fost percepută negativ în rândul criticilor muzicali. Ca răspuns, artista a declarat: „Nu știu care este percepția voastră asupra Jessicăi Simpson sau sau ce tabloid cumpărați, dar aș vrea să aflați faptul că sunt doar o fată din Texas; sunt exact ca voi. Fac ceea ce doresc și am o relație cu un băiat”.

## Viață personală

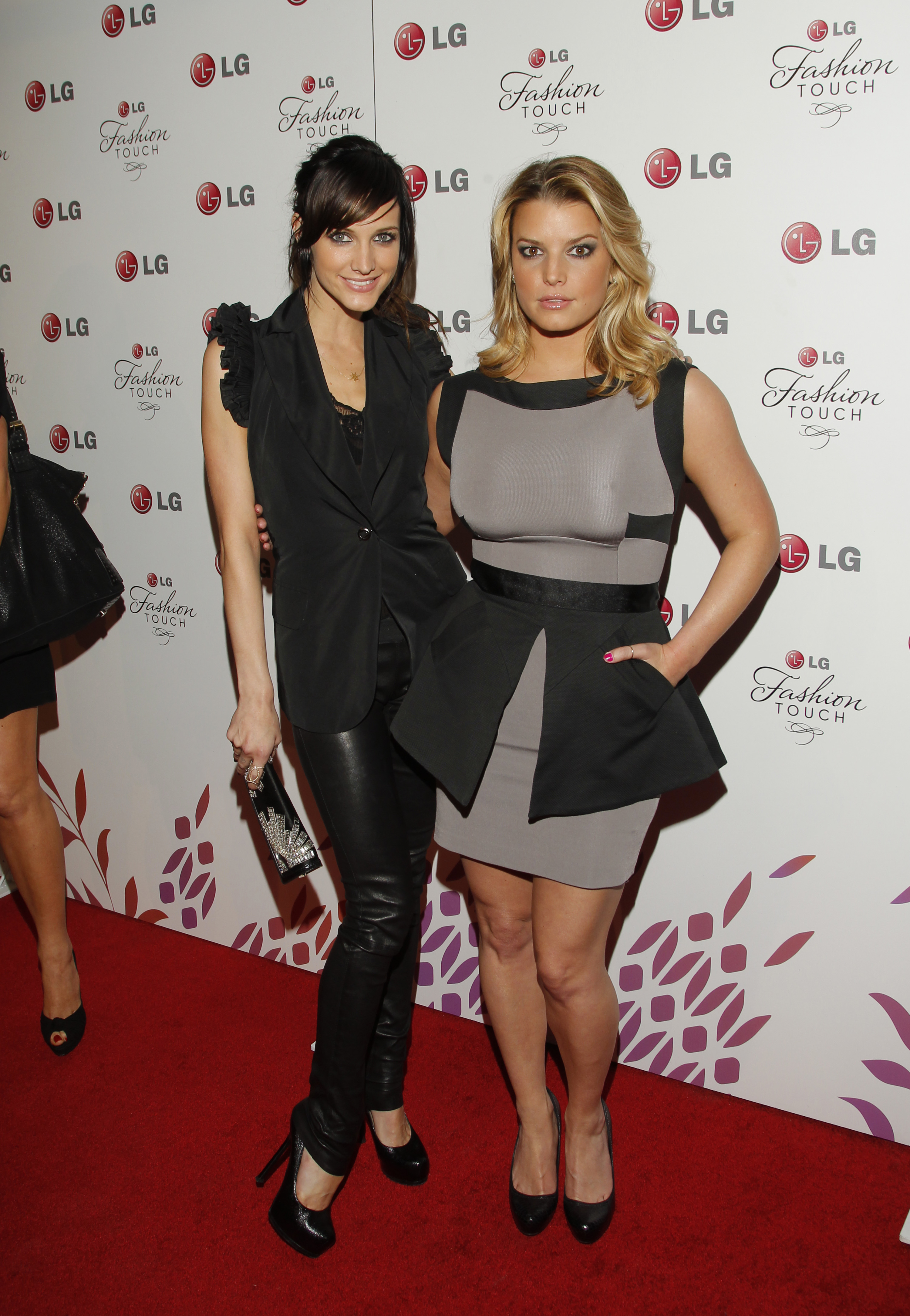
Jessica Simpson alături de sora sa, Ashlee în 2010

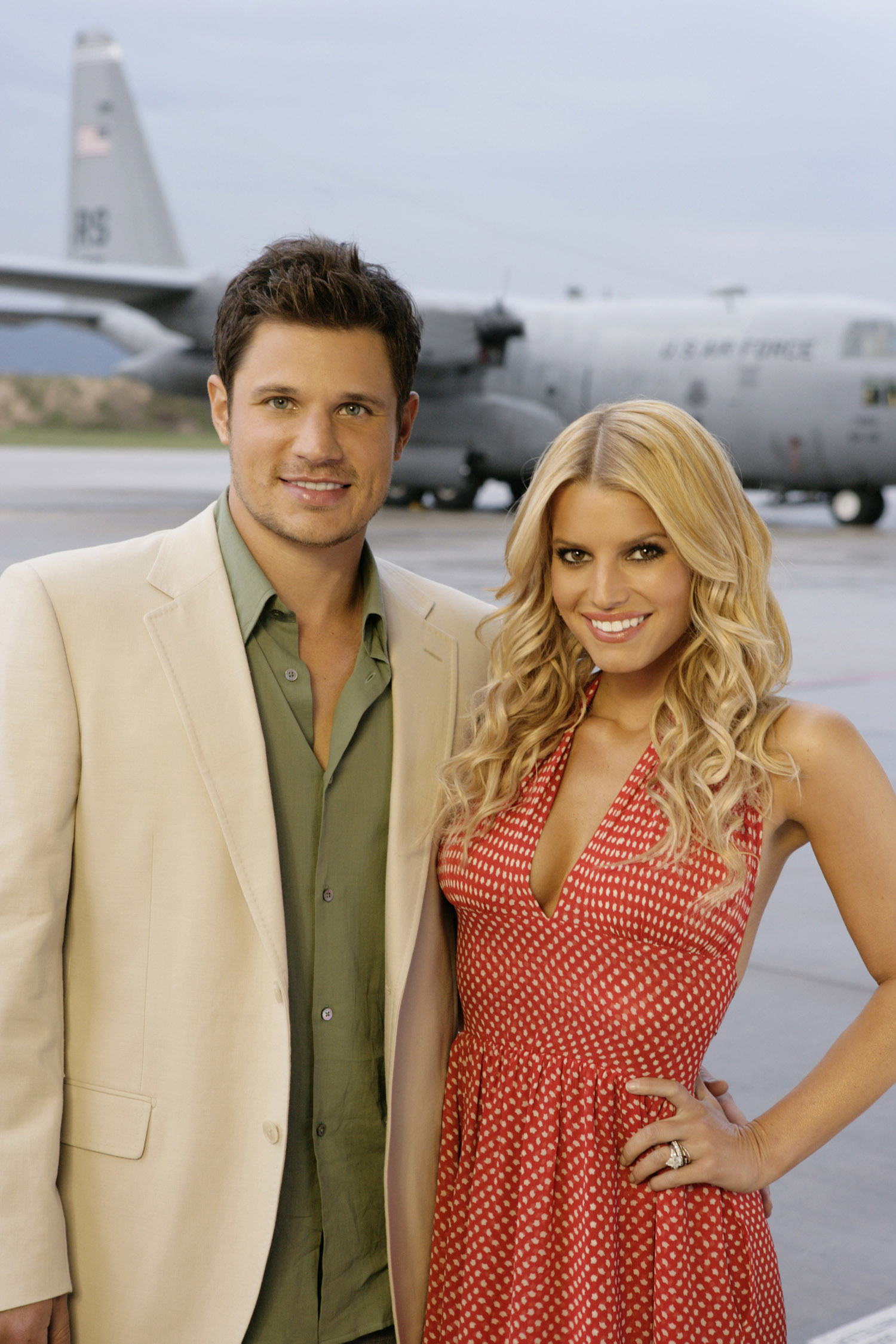
Jessica Simpson și Nick Lachey în 2005

Pe data de 26 octombrie 2002, la vârsta de 22 de ani, Simpson s-a căsătorit cu interpretul Nick Lachey. Artista a anunțat public faptul că a rămas virgină până în momentul oficierii căsătoriei. În luna noiembrie a anului 2005, după luni întregi de speculații în presă, cei doi au anunțat că s-au separat, artista depunând divorțul o lună mai târziu, în decembrie 2005, invocând diferențe ireconciliabile. Divorțul s-a pronunțat șase luni mai târziu, pe data de 30 iunie 2006. Simpson a declarat revistei americane Jane, în ediția din luna octombrie 2006, faptul că ea a fost conștientă de faptul că mariajul său s-a sfârșit în momentul în care Lachey a refuzat să o însoțească într-o excursie caritabilă în Africa. Cuplul și-a vândut reședința din Calabasas, California, unde a fost filmat serialul Newlyweds: Nick and Jessica, aceasta ajungând în posesia actorului Justin Berfield.
În martie 2007, revista Elle a publicat punctual de vedere al lui Simpson referitor la faptul că fostul ei soț a început diverse relații la scurt timp după divorț, citând: „Oh, sigur că m-a durut, după doar două sau trei săptămâni? Da, pot spune că am fost rănită”. Ulterior, artista a avut o scurtă relație cu actorul John Mayer, însă cei doi s-au despărțit în termini amiabili la doar câteva luni, în mai 2007.
La doar câteva luni, în noiembrie 2007, artista a început o relație cu sportivul Tony Romo. Prietenia celor doi a făcut subiectul unor controverse, fanii lui Romo acuzând-o pe Simpson pentru performanțele slabe ale sportivului de la o serie de jocuri. După aproape doi ani, cei doi s-au despărțit pe data de 9 iulie 2009, cu doar o zi înainte de aniversarea de 29 de ani ai interpretei.
În noiembrie 2010, Simpson se logodește cu Eric Johnson, fost jucător de fotbal american în NFL, cu care a început o relație din mai 2010. Pe 5 iulie iulie 2014 se căsătorește cu Eric la Montecito, California. Au împreună doi copii: o fiică, Maxwell Drew Johnson (n. 1 mai 2012) și un fiu, Ace Knute Johnson, (n. 30 iunie 2013).

## Discografie
| Albume de studio - Sweet Kisses (1999) - Irresistible (2001) - In This Skin (2003) - A Public Affair (2006) - Do You Know (2008) | Alte albume - This Is The Remix (2002) - Rejoyce: The Christmas Album (2004) - Playlist: The Very Best of Jessica Simpson (2010) - Happy Christmas (2010) |

Cele mai cunoscute discuri single
| Anul | Discul single                     | Poziția maximă | Poziția maximă | Poziția maximă | Poziția maximă | Poziția maximă | Poziția maximă | Poziția maximă | Poziția maximă | Poziția maximă | Poziția maximă | Album           |
| Anul | Discul single                     | S.U.A.         | Pop            | Dance          | UK             | IRL            | SUE            | ELV            | GER            | AUS            | NZL            | Album           |
| ---- | --------------------------------- | -------------- | -------------- | -------------- | -------------- | -------------- | -------------- | -------------- | -------------- | -------------- | -------------- | --------------- |
| 1999 | „I Wanna Love You Forever”        | 3              | 5              | —              | 7              | 13             | 5              | 7              | 27             | 9              | 16             | Sweet Kisses    |
| 2000 | „I Think I'm In Love With You”    | 21             | 13             | 31             | 15             | 24             | 47             | 41             | 63             | 10             | 20             | Sweet Kisses    |
| 2001 | „Irresistible”                    | 15             | 3              | —              | 11             | 18             | 17             | 20             | 33             | 21             | 41             | Irresistible    |
| 2002 | „With You”                        | 14             | 1              | —              | 7              | 11             | —              | —              | —              | 4              | 39             | In This Skin    |
| 2003 | „Take My Breath Away”             | 20             | 6              | 10             | —              | —              | 43             | —              | —              | 15             | —              | In This Skin    |
| 2005 | „These Boots Are Made For Wakin'” | 14             | 34             | 35             | 4              | 2              | —              | 16             | 17             | 2              | 10             | A Public Affair |
| 2006 | „A Public Affair”                 | 14             | 16             | 1              | 20             | 9              | 36             | —              | 72             | 17             | —              | A Public Affair |
| 2008 | „Come On Over”                    | 65             | 61             | —              | 81             | —              | —              | —              | —              | —              | —              | Do You Know     |

## Turnee
Headlining
- DreamChaser Tour (2001)
- Reality Tour (2004)

Co-headlining
- MTV Total Request Live Tour (2001)

În deschidere
- Heat It Up Tour (98 Degrees) (2000)
- Bob That Head Tour (Rascal Flatts) (2009)

## Filmografie

### Film
| An        | Film                                  | Rol                    | Note                                  |
| --------- | ------------------------------------- | ---------------------- | ------------------------------------- |
| 2002—2003 | That '70s Show                        | Annette                | Serial TV (3 episoade)                |
| 2003      | The Twilight Zone                     | Miranda Evans          | Serial TV (1 episod "The Collection") |
| 2004      | Jessica                               | Jessica Sampson        | Serial TV                             |
| 2005      | Cursa din Hazzard                     | Daisy Duke             | [ 208 ]                               |
| 2006      | Angajatul lunii                       | Amy                    | [ 209 ]                               |
| 2007      | Blonde Ambition                       | Katie Gregerstitch     | [ 210 ]                               |
| 2008      | Private Valentine: Blonde & Dangerous | Soldat Megan Valentine | [ 211 ]                               |
| 2014      | Coimeádaí Na Todhchaí                 | Jenny Nayar            | dublaj irlandez                       |

### Ea însăși
| An        | Titlu                               | Note                              |
| --------- | ----------------------------------- | --------------------------------- |
| 2002      | The Master of Disguise              | Cameo                             |
| 2003—2005 | Newlyweds: Nick and Jessica         | Serial TV                         |
| 2004      | The Nick and Jessica Variety Hour   | Music/Sketch Comedy Special       |
| 2004      | Nick and Jessica's Family Christmas | Holiday Music Special             |
| 2008      | The Love Guru                       | Cameo                             |
| 2009      | I Get That a Lot                    | Serial TV (1 episod)              |
| 2010      | The Price of Beauty                 | Serial TV                         |
| 2010      | Entourage                           | Serial TV (1 episod "Bottoms Up") |
| 2012—2013 | Fashion Star                        | Serial TV                         |